# Улица четири ветра
„Улица четири ветра” (енгл. The Street of the Four Winds) је приповетка коју је Роберт В. Чејмберс објавио у збирци Краљ у жутом 1895. године. Прича прати уметника по имену Северн, који живи сам у Латинској четврти Париза у насловној улици. Чудна мачка која му долази на кућни праг наводи га да се повеже са неким кога је познавао.

## Радња
Прича почиње уметником по имену Северн који налази мачку на кућном прагу. Он је затим храни, питајући се зашто је дошла у његов дом. Северн постаје радознао према ружичастој подвезици коју мачка носи на врату, размишљајући зашто би јој је власница ставила пошто јој не пристаје. Примећује да се подвезица може значајно проширити или скупити помоћу пет отвора, а да је пети похабан. То га наводи на закључак да је подвезица пристајала када је мачка била пунанија. Он прича са мачком о томе колико је лепа њена власница пре него што заспи.
Када се пробуде, Северн накратко разговара са мачком пре него што оде по храну. Док одлази, мачка лута по студију док се не врати. Када се Северн врати, изгледа узнемирено за разлику од мачке која се радује његовом повратку. Након што ручају, Северн разговара са мачком о информацијама које је прикупио о њеној власници. Од настојника је сазнао да власница живи у северном крилу зграде, за који је Северн раније веровао да је ненасељен. Касапин и пекар Кабан кажу да је мачкина власница испразна, ташта, површна, немарна, као и да јури за задовољствима, у шта Северн сумња. С друге стране, скулптор који је такође куповао хлеб у пекари има позитивно мишљење о њој, називајући је добром и лепом, иако је признао да ју је видео само једном. Северн приповеда да је после тога Кабан рекао: „У ову проклету Улицу четири ветра та четири ветра наносе само зле ствари.”
Северн затим гледа у подвезицу око мачкиног врата, на којој је угравирано име „Силвија Елвен”. Он каже да се „У Паризу, у овој четврти, а изнад свега, у овој Улици четири ветра, имена истроше и одбацују као што се мода мења из сезоне у сезону”. Он такође примећује да је Елвен име града. Каже да је једном отишао тамо и сусрео са судбином која се звала Силвија и да је била нељубазна. Затим наставља да каже да је Елвен шармантно име, док га Силвија подсећа на парфем на мртвом цвећу. Кад оде да врати мачку Силвији, каже да је мало вероватно да су две Силвије у роду. Затим се наизглед повлачи и каже да су му оба имена веома пријатна, пре него што крене са мачком у наручју.
Када Северн дође до Силвијиних врата, он стоји куцајући неко време док се нешто не помери иза врата, отварајући их. Пали свећу да боље види у мрачној просторији, где проналази разне предмете како леже около, као што су слабо намирисана марамица, свилена хаљина, још једна подвезица боје руже са сребрном копчом и кревет са завесама око њега. Радознао, повлачи завесе и открива жену која лежи у кревету широм отворених очију. Северн стоји, тресе се, свећа трепери, пре него што каже: „Силвија, то сам ја.” Онда, знајући да је мртва, љуби је у уста, док мачка преде на његовима коленима.

## Ликови
- Северн: Ексцентрични сликар бледе пути. Често разговара са животињама. Чини се да је донекле сиромашан, јер мачки помиње да „нема ништа да јој понуди за вечеру осим онога што се може купити за један сребрни франак”. Наизглед је залуђен Силвијом, што се може видети у томе да игнорише критике њеног карактера и верује у њене похвале из непоузданих извора.
- Силвија Елвен: Вероватно Севернов љубавни интерес, Силвију је приповедач описао као косе тешке попут злата и бледе коже.
- Мачка: Неименована мачка о којој Северн почиње да се брине. Веома је дружељубива, има бело крзно, жуте очи и носи сребрну подвезицу боје руже.
- Кабан: Пекар који има негативно мишљење о Силвији.
- Скулптор: Мањи лик који има позитивније мишљење о Силвији, иако ју је видео само једанпут.